# Tabontebike Village (ort i Kuria)
Tabontebike Village är en ort i Kiribati.   Den ligger i örådet Kuria och ögruppen Gilbertöarna, i den södra delen av landet, 130 km söder om huvudstaden Tarawa. Tabontebike Village ligger 16 meter över havet och antalet invånare är 119. Den ligger på ön Kuria.
Terrängen runt Tabontebike Village är mycket platt.  Närmaste större samhälle är Takaeang Village, 18,0 km öster om Tabontebike Village. 